# Avinyó
Avinyó település Spanyolországban, Barcelona tartományban. Lakosainak száma 2313 fő (2024).

## Földrajza
Avinyó Santa Maria de Merlès, Sant Feliu Sasserra, Santa Maria d’Oló, Moià, Calders, Artés, Sallent és Gaià községekkel határos.

## Népesség
A település lakosságának változását az alábbi diagram mutatja:
| Lakosok száma | 476  | 1757 | 1722 | 1744 | 1989 | 2073 | 2289 | 2275 | 2275 | 2313 |
|               | 1717 | 1887 | 1936 | 1960 | 1986 | 2004 | 2009 | 2014 | 2019 | 2024 |